# Louis Lazuech
Louis Lazuech, né le 21 avril 1912 et mort le 7 mars 2002, est un homme politique français.

## Détail des fonctions et des mandats
Mandat parlementaire
- 19 novembre 1980 - 1er octobre 1989 : Sénateur de l'Aveyron